# Ostróda (gmina)
Ostróda est une gmina rurale du powiat de Ostróda, Varmie-Mazurie, dans le nord de la Pologne. Son siège est la ville d'Ostróda, bien qu'elle ne fasse pas partie du territoire de la gmina.
La gmina couvre une superficie de 401,06 km2 pour une population de 15 501 habitants.

## Géographie
La gmina inclut les villages de Bałcyny, Bednarki, Brzydowo, Buńki, Cibory, Ciemniak, Czarny Róg, Czerwona Karczma, Czyżówka, Durąg, Dziadyk, Gąski, Gierłoż, Giętlewo, Glaznoty, Górka, Grabin, Grabinek, Gruda, Idzbark, Jabłonka, Jankowiec, Janowo, Kajkowo, Kątno, Klonowo, Kraplewo, Lesiak Lipowski, Lesiak Ostródzki, Lichtajny, Lipowiec, Lipowo, Lubajny, Marciniaki, Marynowo, Międzylesie, Miejska Wola, Młyn Idzbarski, Morliny, Naprom, Nastajki, Nowa Gierłoż, Nowe Siedlisko, Nowy Folwark, Ornowo, Ostrowin, Pancerzyn, Pietrzwałd, Pobórze, Podlesie, Prusowo, Przylądek, Reszki, Rudno, Ruś Mała, Ryn, Ryńskie, Samborówko, Samborowo, Smykówko, Smykowo, Stare Jabłonki, Staszkowo, Szafranki, Szklarnia, Szyldak, Turznica, Tyrowo, Wałdowo, Warlity Wielkie, Wirwajdy, Wólka Klonowska, Wólka Lichtajńska, Worniny, Wygoda, Wysoka Wieś, Wyżnice, Zabłocie, Zajączki, Zawady Małe, Żurejny et Zwierzewo.
La gmina borde la ville d'Ostróda et les gminy de Dąbrówno, Gietrzwałd, Grunwald, Iława, Lubawa, Łukta, Miłomłyn et Olsztynek.